# Shockley-Gleichung
Die Shockley-Gleichung, benannt nach William B. Shockley, beschreibt die Strom-Spannungs-Kennlinie einer Halbleiterdiode.
Sie lautet nach Wagner:
{\displaystyle I_{\text{D}}=I_{\text{S}}(T)\,\left(\exp \left({\frac {U_{\text{F}}}{n\,U_{\text{T}}}}\right)-1\right)}
mit
- dem Strom {\displaystyle I_{\text{D}}} durch die Diode

Kennlinie einer 1N4001-Diode (gilt für 1N4001 bis 1N4007)

- dem temperaturabhängigen Sättigungssperrstrom (kurz Sperrstrom) {\displaystyle I_{\text{S}}(T)\approx {10^{-12}\dots 10^{-6}\;\mathrm {A} }}
- der Anoden-Kathoden-Spannung oder Flussspannung {\displaystyle U_{\text{F}}}
- dem Emissionskoeffizient {\displaystyle n\approx 1\dots 2}
- der Temperaturspannung {\displaystyle U_{\text{T}}={\frac {k_{\mathrm {B} }\cdot T}{e}}\approx 25\;\mathrm {mV} } bei 20 °C
  - der absoluten Temperatur {\displaystyle T}
  - der Boltzmannkonstante {\displaystyle k_{\mathrm {B} }}
  - der Elementarladung {\displaystyle e}.

Mit steigender Temperatur steigt auch der Strom durch die Diode; zwar sinkt der Wert der Exponentialfunktion wegen steigender Temperaturspannung, aber dies wird überkompensiert durch die starke Erhöhung des Sperrstroms mit der Temperatur.
In Durchlassrichtung, also für positive Spannung {\displaystyle U_{\text{F}}}, wächst die Exponentialfunktion für Werte von {\displaystyle U_{\text{F}}}, die größer als {\displaystyle n\ U_{\text{T}}} sind, stark an. Damit erhält man für die Shockley-Gleichung in guter Näherung:
{\displaystyle I_{\text{D}}\approx I_{\text{S}}(T)\,\cdot \exp \left({\frac {U_{\text{F}}}{n\,U_{\text{T}}}}\right)}
Für {\displaystyle U_{\text{F}}>n\cdot 120\,\mathrm {mV} } weicht diese Näherung um weniger als 1 % vom theoretischen Wert ab, für {\displaystyle U_{\text{F}}>n\cdot 180\,\mathrm {mV} } um weniger als 1 ‰. Wie man an den Kennlinien sieht, ist die tatsächliche Spannung deutlich höher.
Die Shockley-Gleichung beschreibt das Großsignalverhalten, also die physikalisch messbaren Größen einer Diode. Im Kleinsignalverhalten approximiert man die Gleichung durch eine lineare Näherung in der Umgebung eines gewählten Arbeitspunktes.